# Tjerkezitsa
Tjerkezitsa (bulgariska: Черкезица) är ett vattendrag i Bulgarien.   Det ligger i regionen Plovdiv, i den centrala delen av landet, 160 km öster om huvudstaden Sofia.
Trakten runt Tjerkezitsa består till största delen av jordbruksmark. Runt Tjerkezitsa är det ganska tätbefolkat, med 52 invånare per kvadratkilometer.